# Proceratophrys paviotii
Proceratophrys paviotii é uma espécie de anfíbio da família Odontophrynidae. Endêmica do Brasil, pode ser encontrada nos municípios de Santa Teresa e Pinheiros, no estado do Espírito Santo.